# Ordre de Saint-Augustin
L'ordre de Saint-Augustin (en latin Ordo Fratrum Sancti Augustini, en abrégé O.S.A. ou o.s.a.) — dont l'ancien nom était « l’ordre des Ermites de Saint-Augustin » (en latin : Ordo Fratrum Eremitarum Sancti Augustini) — est un ordre mendiant de droit pontifical, qui se réfère à la règle de saint Augustin depuis sa fondation au XIIIe siècle.

## Historique

### Naissance et développement
Au temps d'Augustin d'Hippone, sa sœur Perpétue d'Hippone est à la tête d'un monastère féminin, près de l'évêché. Augustin envoie une lettre à la communauté, dans laquelle il reproche aux religieuses leur mauvais comportement à la suite de la nomination de Félicité, sa successeuse : cette lettre est à l'origine de la règle de saint Augustin,,.
La naissance de l'ordre de Saint-Augustin remonte à 1243 lorsque quatre ermites (Étienne de Cataste, Hugo de Corbaria, Gui de Rosia et Pierre de Lupocavo) représentant des groupes d'anachorètes situés dans la Tuscie, dans le Latium et les environs de l'Ombrie, demandent audience au pape Innocent IV pour obtenir une règle commune et un prieur général dans le but d'unifier les communautés.
Après cette entrevue, dans la première année de son pontificat, Innocent IV organise la fondation d'un nouvel ordre mendiant (le troisième après les Franciscains et les Dominicains). Les bulles Incumbit nobis et Præsentium vobis en date du 16 décembre 1243 jettent les bases juridiques de l'érection canonique de l'ordre de Saint-Augustin. La bulle Incumbit nobis ordonne aux ermites de Tuscia (sauf pour les frères de Saint-Guillaume) d'envoyer un ou deux représentants de chaque maison pour le premier chapitre général, de professer la règle de saint Augustin, de rédiger leurs constitutions et d'élire un prieur général ; le processus est placé sous la direction du cardinal Riccardo Annibaldi par la bulle Vovis de Præsentium. La réunion a lieu en mars 1244 à Rome (dans un endroit aujourd’hui inconnu) dans ce qu'on appelle aujourd'hui la « petite union ». À la suite de cette fusion, l'ordre prend le nom « d'ermites de Saint-Augustin ».
La bulle Licet Ecclesiæ Catholicæ marque une deuxième phase dans le développement initial de l'ordre, connu sous le nom de « grande union » : elle a lieu le 9 avril 1256 dans une ancienne église romaine (aujourd'hui église Santa Maria del Popolo). Ce jour marque l'annexion d'autres ordres ermites situés dans les régions du Centre et du Nord de l'Italie, tels que Juan Bueno, les ermites de Sainte-Marie de Cesena, les ermites de Brettino, les ermites de Monte Favale et les guillemites qui professaient la règle de saint Benoît (ces deux dernières communautés retourneront plus tard à leurs anciennes règles). Lanfranco Septala de Milan, ancien supérieur des ermites de Juan Bueno, est élu premier prieur de l'ordre.
Après 1256, le prêtre Clément d'Osimo en est le réformateur principal en préparant les constitutions, les premières de l'ordre (...) ; en appelant avec insistance l'attention sur la pauvreté comme base de la vie communautaire, il est à l’origine de la fondation des monastères féminins, et promulgue l'Ordinarium cérémonial. Clément d’Osimo est d’ailleurs canonisé par le pape Clément XIII au XVIIIe siècle.
Avant la fin du XIIIe siècle, cet ordre est déjà répandu dans toute l’Europe. La plupart de ses maisons sont en ville, de sorte que le nom d’ermites, qui fait référence à ses origines, et que l’ordre n’a abandonné qu’en 1969, ne correspond dès son premier siècle d’existence à aucune réalité. L’ordre est organisé sur le modèle des Dominicains : les couvents, dirigés par un prieur nommé par le provincial, sont regroupés en provinces, dont chacune a son prieur provincial et tient chapitre tous les ans (depuis 1453, tous les trois ans), l’ensemble étant supervisé par un chapitre général (tous les trois, puis quatre ans) et un prieur général confirmé par le pape. Chaque couvent a une école, et chaque province, pour la formation supérieure de ses religieux, un studium generale.

### Déclin relatif depuis la fin du Moyen-Âge
Les XIVe et XVe siècles sont pour l’ordre une période de relatif déclin, lié à la crise générale de l’Église et marqué par une certaine baisse du recrutement et du niveau intellectuel et par des abus, en rapport notamment avec l’introduction, comme dans les autres ordres, de formes de propriété individuelle. En réaction, comme dans les autres ordres, se fait jour un mouvement de retour à l’observance (comme à Mulhouse, à partir de 1421).
La réforme luthérienne, qui démarre en 1517, emporte dans certaines régions, un grand nombre d’établissements augustins. En effet, Luther est lui-même un ancien augustin. Ne subsistent, par exemple, en Alsace que deux couvents : ceux de Colmar et de Haguenau.

### Privilèges papaux
L'ordre de Saint-Augustin reçoit certains privilèges au cours de son histoire. En effet, si les Franciscains sont l’ordre mendiant le plus connu, et les Dominicains le plus intellectuel, les Augustins sont bien l’ordre le plus attaché à saint Augustin et à la papauté.
Le pape Alexandre IV libère l'ordre de la compétence des évêques et Innocent VIII, en 1490, accorde à toutes les églises de l'ordre des indulgences similaires au pèlerinage de Rome.
Depuis la fin du XIIIe siècle, le sacristain du palais pontifical est toujours un augustin, ce privilège est ratifié par le pape Alexandre VI et accordé à l'ordre à jamais par une bulle émise en 1497. Parmi ces sacristains, on peut citer Angelo Rocca qui fonde, grâce à l'approbation du pape Paul V, la bibliothèque Angelica (première bibliothèque publique de Rome). En 1929, le pape Pie XI établit la paroisse pontificale de l'église Sant'Anna dei Palafrenieri qu'il confie aux augustins. La même année, la paroisse Saint-Thomas-de-Villeneuve de Castel Gandolfo qui était sous la responsabilité des augustins, est transférée aux salésiens.
Jusqu'en 1929, la cure du palais apostolique était occupée par le sacristain pontifical, le pape Pie XI décide que ce sacristain soit également nommé vicaire général de la Cité du Vatican « avec les pouvoirs nécessaires, même en temps de Sede vacante ». Enfin, en 1991, le pape Jean-Paul II confie la charge pastorale du Vatican au cardinal archiprêtre de la basilique Saint-Pierre de Rome. Les augustins sont encore responsables de la sacristie de la basilique Saint-Pierre.

## Activités et diffusion
Les augustins se dévouent aux soins des paroisses, à l'enseignement, à l'apostolat social et aux missions.
- Europe : Allemagne, Autriche, Belgique, Espagne, Irlande, Italie, Malte, Pays-Bas, Pologne, Portugal, Royaume-Uni, République tchèque, Cité du Vatican.
- Amérique : Argentine, Bolivie, Brésil, Canada, Chili, Colombie, Costa Rica, Cuba, République dominicaine, Équateur, Honduras, Mexique, Nicaragua, Panama, Paraguay, Pérou, Puerto Rico, Salvador, États-Unis, Uruguay, Venezuela.
- Afrique : Algérie, Bénin, République démocratique du Congo, Guinée, Kenya, Madagascar, Nigeria, Tanzanie, Togo[6].
- Asie : Chine, Corée du Sud, Inde, Indonésie, Japon, Philippines.
- Océanie : Australie, Papouasie-Nouvelle-Guinée.

En 2013, l'ordre comptait 2 818 religieux répartis dans 50 pays et 435 paroisses responsables.

## Congrégations et instituts agrégés
Plusieurs instituts religieux masculins et féminins ont demandé d'être agrégé à l'ordre,.
En effet, selon les constitutions de l'ordre au numéro 48, l'agrégation des congrégations et des instituts séculiers à l'ordre peut être autorisée par le chapitre général ou le prieur général, avec l'approbation de son conseil. Cette agrégation suppose que les communautés concernées adoptent ou adhèrent à la règle de saint Augustin ainsi qu’aux principes fondamentaux de sa spiritualité, tout en manifestant une conscience profonde d’appartenir à la famille spirituelle augustinienne.
Les congrégations ainsi agrégées ont le droit d’utiliser le rituel de l’ordre, son calendrier liturgique et les textes liturgiques approuvés par le Siège apostolique.

### Instituts masculins
- Augustins de l'Assomption, agrégés 27 novembre 1866[10], renouvelés le 22 mars 1927
- Frères de la Miséricorde de Marie-Auxiliatrice, agrégés le 2 juillet 1930

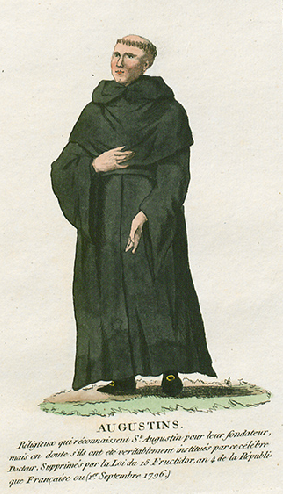
Costumes d'un augustin (1811).

- Alexiens

### Instituts féminins
- Les Chanoinesses régulières hospitalières de la Miséricorde de Jésus de l'ordre de Saint-Augustin agrégées le 3 janvier 1629

- Sœurs de Saint-Thomas de Villeneuve, agrégées le 20 juillet 1683
- Oblates du Saint Enfant Jésus, agrégées le 12 novembre 1717
- Augustines servantes de Jésus et Marie, agrégées le 20 avril 1853
- Augustines de l'aide, agrégées le 17 janvier 1859
- Religieuses de l'Assomption, agrégées le 8 juin 1866
- Sœurs de Notre Dame des Missions, agrégées le 1er mars 1888
- Sœurs augustines missionnaires, agrégées le 26 octobre 1892
- Servantes de Marie, ministres des malades, agrégées le 29 mai 1897
- Filles du Crucifix, agrégées le 11 octobre 1898
- Augustines de Notre-Dame de la Consolation, agrégées le 31 mai 1902
- Sœurs des Sacrés-Cœurs de Jésus et de Marie, agrégées le 9 février 1906
- Augustines du Divin Amour, agrégées le 7 août 1906
- Filles de Saint-Joseph, protectrices de l'enfance, agrégées le 8 septembre 1908
- Conceptionistes Missionnaires de l'Enseignement, agrégées le 17 janvier 1910
- Sœurs de la charité de Notre Dame du Bon et Perpétuel Secours, agrégées le 12 septembre 1910
- Petites Sœurs de l'Assomption, agrégées le 14 juin 1913
- Oblates missionnaires de l'Assomption, agrégées le 10 septembre 1929
- Servantes de Saint-Joseph, agrégées le 4 juin 1930
- Sœurs de Sainte-Jeanne-d'Arc, agrégées le 24 juin 1930
- Religieuses du Verbe incarné, agrégées le 28 janvier 1934
- Pauvres sœurs des écoles de Notre-Dame agrégées le 19 mars 1935
- Sœurs du Saint-Esprit, agrégées le 12 décembre 1950
- Sœurs cellitines sous la règle de Saint Augustin, agrégées le 15 mars 1951
- Sœurs de Marie-Immaculée, agrégées le 28 août 1952
- Augustines de la Sainte-Annonciation, agrégées en 1954
- Sœurs de Sainte-Edwige, agrégées le 25 mars 1959
- Augustines de Meaux, agrégées le 10 juin 1962
- Sœurs de Saint Augustin de Pologne, agrégées le 25 juillet 1969

### Instituts féminins qui ont fusionné avec une autre congrégation
- Augustines de Notre-Dame de Paris agrégées le 29 novembre 1936 ; elles fusionnent en 2016 avec les religieuses de l'Assomption.
- Augustines du Sacré Cœur de Marie de Paris agrégées le 10 janvier 1964 ; elles fusionnent en 2010 avec les Augustines du Sacré Cœur de Marie d'Angers[11].

## Augustins célèbres
- Clément d'Osimo (?-1291), saint italien, réformateur de l'ordre
- Nicolas de Tolentino (1245-1305), saint italien
- Gilles de Rome (1247-1316), théologien et philosophe italien, évêque
- Jacques de Viterbe (1255-1307), théologien et philosophe italien, archevêque, bienheureux
- Paul de Venise (1369-1429), philosophe italien
- Rita de Cascia (1381-1457), sainte italienne
- Eugène IV (1383-1447), pape de 1431 à 1447
- Martin Luther (1483-1546), théologien et père du protestantisme
- Thomas de Villeneuve (1488-1555), saint espagnol
- Andrés de Urdaneta (1498-1568), moine, navigateur et explorateur espagnol
- Luis de León (1528-1591), poète espagnol
- Marie-Catherine de Saint-Augustin (1632-1668), bienheureuse et religieuse des Augustines de la Miséricorde de Jésus à l'Hôtel-Dieu de Québec
- Emmanuel d'Alzon (1810-1880), fondateur des Augustins de l'Assomption
- Gregor Mendel (1822-1884), moine morave, fondateur des lois de l’hérédité
- Léon XIV (né en 1955), pape en 2025, premier pape originaire des États-Unis

### Couvents historiques
- Couvent des Augustins
- Couvent des Augustins d'Angers
- Couvent des Augustins d'Erfurt
- Couvent des Augustins de Toulouse
- Ancien couvent de Crémieu